# Hýľov
Hýľov (in ungherese Hilyó) è un comune della Slovacchia facente parte del distretto di Košice-okolie, nella regione di Košice.